# 陈璋 (十国)
陳璋，唐朝末年至五代十国吴越国将领。
本是孫儒同黨，兵敗归降钱镠，因为参与征伐董昌有功，开始被重用，转任为衢州制置使。天復初年，田頵攻打吴越，築壘断絶往來道路，钱镠招募能奪其地之人，賞为州刺史，陈璋率兵奮擊，径直占據其垒壘，当日就被擢升为衢州刺史。赴任時，钱镠親自餞行，恩禮加等。徐绾作亂时，越州客軍指揮使張洪自我怀疑是徐綰同黨，于是率步卒三百人投奔陈璋，陈璋接纳了他。未幾，丁章在永嘉作乱，宣州田頵派下属戚滔招揽，陈璋也借道让他们通过。钱镠听说后，密令衢州羅城指揮使葉讓殺死陳璋。事发，陳璋殺葉讓，攻陷東陽，进犯暨陽，自称衢、婺二州刺史。后来被吴越军所逐，于是投奔淮南，在杨吴政权官至右龍武統軍，加平章事。死的当天，所乘馬已经悲鳴數月，这时死去。钱镠命陈璋在衢州筑城，工程完畢，将圖獻给钱镠，钱镠看到西門樟樹，对左右说：“此樹不入城，陳璋不是我所能豢养的。”